# 維也納 (伊利諾伊州)
維也納（英語：Vienna）是一個位於美國伊利諾伊州約翰遜縣的城市。根據2010年美國人口普查，該地人口為1434人，而該地的面積約為7.44平方千米。同時該地也是約翰遜縣的縣治。

## 地理
維也納的座標為37°24′58″N 88°53′39″W / 37.41611°N 88.89417°W，而該地的平均海拔高度為123米（即404英尺）。